# Piercea amasiana
Piercea amasiana är en fjärilsart som beskrevs av Émile Louis Ragonot 1894. Piercea amasiana ingår i släktet Piercea och familjen vecklare. Inga underarter finns listade i Catalogue of Life.